# Антоні Моріс
Антоні Моріс (люксемб. Anthony Moris, нар. 29 квітня 1990, Арлон) — бельгійський і люксембурзький футболіст, воротар бельгійського клубу «Віртон» і національної збірної Люксембургу.
Чемпіон Бельгії. Володар Кубка Бельгії. Володар Суперкубка Бельгії. 

## Клубна кар'єра
У дорослому футболі дебютував 2008 року виступами за команду клубу «Стандард» (Льєж), в якій провів шість сезонів. Утім здебільшого був третім воротарем команди, нерегулярно потрапляючи навіть до заявок на ігри льєзького клубу і провівши за цей час лише десять ігор в чемпіонаті.
Провівши частину 2014 року в оренді в «Сент-Трюйдені», наступного року отримав статус вільного агента і приєднався до «Мехелена». У цій команді також основним голкіпером не став, додавши до свого активу за три роки лише 17 ігор у Жупіле Про Лізі, більшість з яких — в сезоні 2016-2017. Тож після завершення контракту 2018 року залишив «Мехелен».
19 липня того ж 2018 року новим клубом гравця став «Віртон» з третього за силою бельгійського дивізіону.

## Виступи за збірну
Протягом 2008—2011 років, маючи статус перспективного воротаря в одному з провідних бельгійських клубів, залучався до юнацьких та, навіть, молодіжної збірних Бельгії.
Згодом, з втратою ігрової практики на клубному рівні, ймовірність отримати виклик до національної збірної Бельгії для Моріса стала примарною, натомість він отримав запрошення до лав національної збірної Люксембургу, право захищати кольори якої мав через люксембурзьке походження батька.
2014 року дебютував в офіційних матчах за люксембурзьку збірну. Протягом 2018 року вже досвідчений воротар був основним голкіпером національної команди.
| Дата       | Місто      | Господарі  | Результат | Гості                | Турнір                               | Голи | Примітки |
| ---------- | ---------- | ---------- | --------- | -------------------- | ------------------------------------ | ---- | -------- |
| 26-5-2014  | Генк       | Бельгія    | 5 – 1     | Люксембург           | товариський матч                     | -5   |          |
| 4-6-2014   | Перуджа    | Італія     | 1 – 1     | Люксембург           | товариський матч                     | -1   |          |
| 25-3-2016  | Люксембург | Люксембург | 0 – 3     | Боснія і Герцеговина | товариський матч                     | -3   |          |
| 29-3-2016  | Люксембург | Люксембург | 3 – 0 tav | Албанія              | товариський матч                     | -    | 46'      |
| 31-5-2016  | Люксембург | Люксембург | 1 – 3     | Нігерія              | товариський матч                     | -3   |          |
| 7-10-2016  | Люксембург | Люксембург | 0 – 1     | Швеція               | Відбір до ЧС 2018                    | -1   |          |
| 10-10-2016 | Борисов    | Білорусь   | 1 – 1     | Люксембург           | Відбір до ЧС 2018                    | -1   |          |
| 25-3-2017  | Люксембург | Люксембург | 1 – 3     | Франція              | Відбір до ЧС 2018                    | -    | 21'      |
| 9-11-2017  | Люксембург | Люксембург | 2 – 1     | Угорщина             | товариський матч                     | -1   |          |
| 27-3-2018  | Люксембург | Люксембург | 0 – 4     | Австрія              | товариський матч                     | -4   |          |
| 31-5-2018  | Люксембург | Люксембург | 0 – 0     | Сенегал              | товариський матч                     | -    |          |
| 5-6-2018   | Люксембург | Люксембург | 1 – 0     | Грузія               | товариський матч                     | -    | 46'      |
| 8-9-2018   | Люксембург | Люксембург | 4 – 0     | Молдова              | Ліга націй УЄФА 2018-2019 - 1-й етап | -    |          |
| 11-9-2018  | Сан-Марино | Сан-Марино | 0 – 3     | Люксембург           | Ліга націй УЄФА 2018-2019 - 1-й етап | -    |          |
| 12-10-2018 | Борисов    | Білорусь   | 1 – 0     | Люксембург           | Ліга націй УЄФА 2018-2019 - 1-й етап | -1   |          |
| 15-11-2018 | Люксембург | Люксембург | 0 – 2     | Білорусь             | Ліга націй УЄФА 2018-2019 - 1-й етап | -2   |          |
| 18-11-2018 | Кишинів    | Молдова    | 1 – 1     | Люксембург           | Ліга націй УЄФА 2018-2019 - 1-й етап | -1   |          |
| Усього     |            | Матчів     | 17        |                      | Голів                                | -23  |          |

## Досягнення
«Стандард» (Льєж)
- Чемпіон Бельгії: 2008–09
- Володар Кубка Бельгії: 2010–11
- Володар Суперкубка Бельгії: 2009

«Юніон»
- Володар Кубка Бельгії: 2023–24[1]
- Володар Суперкубка Бельгії: 2024[2]
- Чемпіон Бельгії: 2024–25